# Stone (circonscription britannique)
Circonscription parlementaire de la Chambre des communes
La circonscription de Stone est une circonscription situé dans le Staffordshire et représenté dans la Chambre des communes du Parlement britannique.

## Géographie
La circonscription comprend :
- La ville de Stone
- Les villages et paroisses civiles de Church Eaton, Allimore Green, Haughton, High Onn, Bradley, Forton, Norbury, Shebdon, Woodseaves, High Offley, Knighton, Adbaston, Wootton, Croxton, Eccleshall, Norton Bridge, Chebsey, Standon, Cotes, Yarnfield, Salt, Weston, Gayton, Stowe-by-Chartley, Fradswell, Milwich, Burston, Sandon, Hilderstone, Moddershall, Oulton, Meir Heath, Blythe Bridge, Checkley, Tean, Cheadle, Hollington, Forsbrook, Barlaston, Maer, Tittensor, Whitmore, Ashley, Swynnerton, Madeley, Mucklestone, Hales, Loggerheads et Almington
- Les hameaux de Outlands, Baldwin's Gate, Onneley et Coton

## Députés
Les Members of Parliament (MPs) de la circonscription sont :
1918-1950
| Législature                      | Années    | Député      | Député           | Parti        |
| -------------------------------- | --------- | ----------- | ---------------- | ------------ |
| Stone                            |           |             |                  |              |
| 31e                              | 1918–1922 |             | Smith Hill Child | Conservateur |
| 32e                              | 1922–1923 | Joseph Lamb |                  | Conservateur |
| 33e                              | 1923–1924 | Joseph Lamb |                  | Conservateur |
| 34e                              | 1924–1929 | Joseph Lamb |                  | Conservateur |
| 35e                              | 1929–1931 | Joseph Lamb |                  | Conservateur |
| 36e                              | 1931–1935 | Joseph Lamb |                  | Conservateur |
| 37e                              | 1935–1942 | Joseph Lamb |                  | Conservateur |
| 38e                              | 1945–1950 | Hugh Fraser |                  | Conservateur |
| Remplacée par Stafford and Stone |           |             |                  |              |

Depuis 1997
| Législature                   | Années       | Député | Député    | Parti        |
| ----------------------------- | ------------ | ------ | --------- | ------------ |
| Recréée de Stafford and Stone |              |        |           |              |
| 52e                           | 1997–2001    |        | Bill Cash | Conservateur |
| 53e                           | 2001–2005    |        | Bill Cash | Conservateur |
| 54e                           | 2005–2010    |        | Bill Cash | Conservateur |
| 55e                           | 2010–2015    |        | Bill Cash | Conservateur |
| 56e                           | 2015–2017    |        | Bill Cash | Conservateur |
| 57e                           | 2017–2019    |        | Bill Cash | Conservateur |
| 58e                           | 2019–Présent |        | Bill Cash | Conservateur |

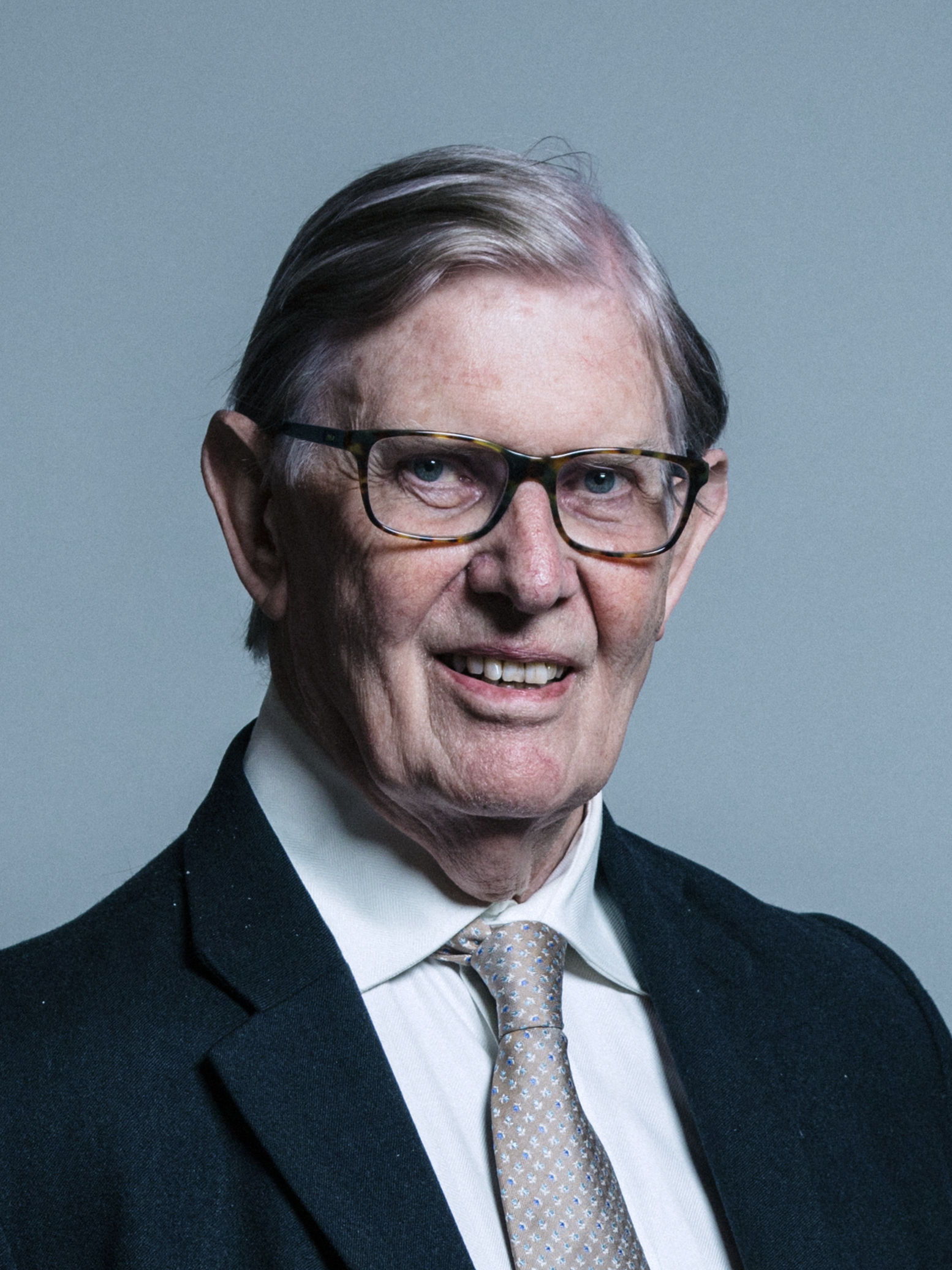
Bill Cash (1997-Présent)